# Ашарин, Андрей Александрович
Андрей Александрович Ашарин (12 июня (24 июня) 1843, Пернов — 12 декабря (24 декабря) 1896, Рига) — российский шахматист и шахматный литератор. Организатор и руководитель Рижского шахматного общества (1890). Автор многих юмористических шахматных рассказов и афоризмов, изданных в 1894 году в Риге отдельной книгой («Schach-Humoresken»).

## Биография
Учился в гимназии (1858—1864) и в Дерптском университете. Ещё гимназистом увлёкся шахматами, играя со своим шахматным учителем Ф. Амелунгом и одноклассником Клеменцом. После окончания университета кандидатом прав (1874) переехал в Санкт-Петербург, где работал журналистом в газетах St. Petersburgische Zeitung и Sankt Petersburger Herold, успешно играл с сильнейшими шахматистами столицы: С. Алапиным, М. Чигориным, Э. Шифферсом, И. Шумовым. Участник Петербургского турнира (1878/79) — 6-е место. В 1878 году напечатал книжку своих стихотворений.
С 1879 года жил в Риге: 1 января он был назначен учителем немецкого языка в Александровскую гимназию; затем он также преподавал в Ломоносовской гимназии. Директор Александровской гимназии Е. В. Белявский называл Ашарина «одним из самых образованных людей в крае».
Напечатал целый ряд «Немецкую грамматику для русских средних учебных заведений» (1887); переводил на немецкий язык стихотворения Пушкина, Лермонтова, Фета, Майкова, повести Гоголя, Мельникова-Печерского и др. русских писателей.
Похоронен на Покровском кладбище в Риге.